# Mesembryanthemum gariepense
Mesembryanthemum gariepense är en isörtsväxtart som först beskrevs av Gerbaulet och Struck, och fick sitt nu gällande namn av Klak. Mesembryanthemum gariepense ingår i Isörtssläktet som ingår i familjen isörtsväxter. Inga underarter finns listade i Catalogue of Life.